# Wilhelm Masacz
Wilhelm Masacz (ur. 2 kwietnia 1895 we Lwowie, zm. 26 kwietnia 1963 w Londynie) – polski sportowiec, oficer Wojska Polskiego, urzędnik samorządowy II Rzeczypospolitej.

## Życiorys
Urodził się 2 kwietnia 1895 we Lwowie. W 1909 ukończył I klasę w C. K. Gimnazjum VIII we Lwowie. Był znanym sportowcem oraz działaczem klubów Pogoń Lwów i Lechia Lwów. 
U kresu I wojny światowej w listopadzie 1918 uczestniczył w obronie Lwowa w 1918 oraz w walkach na obszarze Małopolski Wschodniej w trakcie wojny polsko-ukraińskiej. Został przyjęty do Wojska Polskiego i awansowany na stopień podporucznika rezerwy piechoty ze starszeństwem z dniem 1 lipca 1925. W 1934 jako oficer rezerwy był przydzielony do Oficerskiej Kadry Okręgowej nr VI jako oficer pospolitego ruszenia piechoty i pozostawał wówczas w ewidencji Powiatowej Komendy Uzupełnień Lwów Miasto.
W okresie II Rzeczypospolitej od około 1922 pracował jako urzędnik państwowy na obszarze województwa lwowskiego oraz jako urzędnik samorządowy: na stanowisku sekretarza w starostwie powiatu lwowskiego grodzkiego oraz na stanowisku sekretarza administracyjnego w starostwie powiatu jaworowskiego. 
Po zakończeniu II wojny światowej pozostał na emigracji w Wielkiej Brytanii. Pozostawał w stopniu porucznika rezerwy. Zamieszkiwał w Londynie (pod jego adresem figurowała także Eugenia Masacz). 22 sierpnia 1960 został naturalizowany. Zmarł 26 kwietnia 1963 w Londynie. Został pochowany na tamtejszym Cmentarzu North Sheen.

## Odznaczenie
- Brązowy Medal za Długoletnią Służbę (1938)[7]